# Tucolor

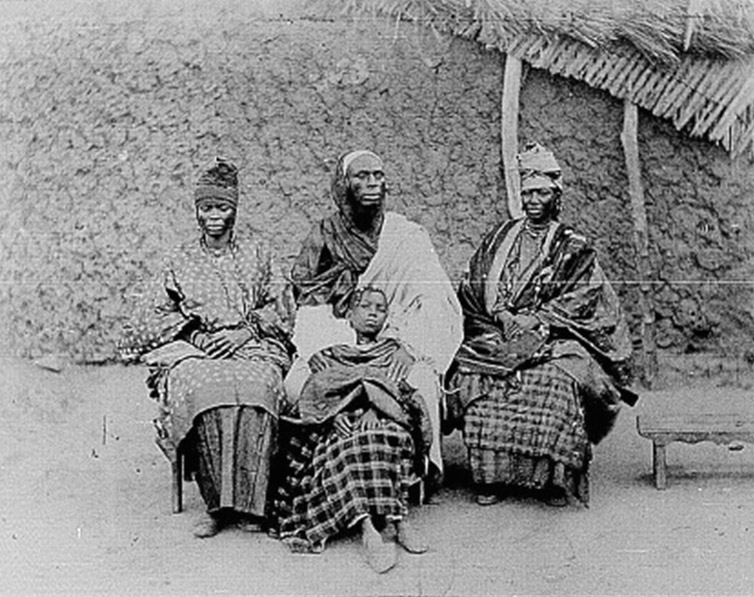
Un intérprete tuculor llamado Alpha Sega con sus hermanas. Imagen tomada en 1882.

La población tuculor, tukulor, toucouleur, o haalpulaar’en es una rama sedentarizada de la etnia fulani asentada en el río Senegal desde Saint Louis hasta Bakel, en África Occidental. Se encuentran mayoritariamente en Senegal (donde representan un 10 % de la población) en el valle del río Senegal, en  Mauritania y en Malí.

## Historia
La palabra senegalesa tukulor procede de "Takrur", nombre del antiguo reino que fundaron poco después de convertirse al islam debido al contacto con los comerciantes musulmanes árabo-bereberes del siglo VII. La población tucolor está organizada por un sistema de castas.
Umar Tall fundó el Imperio tuculor, en el actual Malí en el siglo XIX.

## Gente y sociedad
Los tuculores hablan el dialecto Futa Tooro del pulaar o fula. Se llaman a sí mismos Haapulaar’en, que significa "los que hablan el pulaar". Son principalmente musulmanes, aunque un pequeño número son animistas. Culturalmente, los tuculores solo difieren de otros pueblos fula en la naturaleza sedentaria de su estructura social.
La sociedad tuculor es patriarcal, y se divide en una jerarquía muy estricta, con 12 castas subdivididas en 3 clases. 